# Hendrik VII van Boutersem
Hendrik VII van Boutersem (ca. 1315-) was als Hendrik VII heer van Bautershem, en als Hendrik I heer van Bergen op Zoom.  Hij was de zoon van Hendrik VI van Boutersem, ridder en heer van Boutersem (ca. 1295-) en Catharina van Gronsveld (ca. 1296-)
Hij trouwde met Maria van Merxheim, vrouwe van Wuustwezel en Brecht (ca. 1318-). Zij was de dochter van Gerhard III van Merksem, heer van Wezemaal en Merksem (ca. 1290-). Gerhard III was de zoon van Gerhard II van Wezemaal (ca. 1260-) en Margriet van Borselen (ca. 1268-1324)
Uit zijn huwelijk is geboren:
- Hendrik VIII van Bautershem, als Hendrik II heer van Bergen op Zoom (ca. 1342-1419)